# DDR-Fußballmeisterschaft der Junioren 1968
Die DDR-Fußballmeisterschaft der Junioren 1968 war die 19. Auflage dieses Wettbewerbes, der vom Jugendausschuss der Sektion Fußball (DDR) durchgeführt wurde. Der Wettbewerb begann am 5. Mai 1968 mit der Vorrunde, an der erstmals neben den Bezirksmeistern auch die jeweiligen Zweitplatzierten teilnahmen und endete am 6. Juli 1968 mit dem Titelgewinn des F.C. Hansa Rostock, nach einem 3:1 im Finale gegen die FSV Lokomotive Dresden.

## Teilnehmende Mannschaften
An der DDR-Fußballmeisterschaft der Junioren (A-Jugend) für die Altersklasse (AK) 16–18 nahmen die Bezirksmeister und Vizemeister der 14 Bezirke auf dem Gebiet der DDR sowie der Meister und Vizemeister aus Ost-Berlin teil. Spielberechtigt waren Spieler bis zum 18. Lebensjahr (Stichtag: 1. September 1949).
Folgende Mannschaften qualifizierten sich für die DDR-Fußballmeisterschaft der Junioren:
| - Bezirk Rostock F.C. Hansa Rostock TSG Wismar - Bezirk Schwerin SG Dynamo Schwerin BSG Motor Schwerin - Bezirk Neubrandenburg BSG Post Neubrandenburg BSG Lokomotive Pasewalk - Bezirk Potsdam BSG Motor Süd Brandenburg BSG Motor Hennigsdorf - Ost-Berlin BFC Dynamo 1. FC Union Berlin | - Bezirk Frankfurt (Oder) BSG Stahl Eisenhüttenstadt BSG Motor Eberswalde - Bezirk Magdeburg 1. FC Magdeburg SG Aufbau/Empor Halberstadt - Bezirk Halle HFC Chemie BSG Chemie Buna Schkopau - Bezirk Leipzig 1. FC Lokomotive Leipzig BSG Chemie Leipzig - Bezirk Cottbus BSG Energie Cottbus BSG Aktivist Knappenrode | - Bezirk Dresden FSV Lokomotive Dresden SG Dynamo Dresden - Bezirk Karl-Marx-Stadt FC Karl-Marx-Stadt BSG Aktivist „Karl Marx“ Zwickau - Bezirk Erfurt FC Rot-Weiß Erfurt BSG Motor Nordhausen West - Bezirk Gera FC Carl Zeiss Jena BSG Wismut Gera - Bezirk Suhl BSG Motor Steinach SG Dynamo Ilmenau |

## Modus
Die Teilnehmer wurden in der Vorrunde in sechs Staffeln aufgeteilt und spielten in einer einfachen Runde nach dem Modus „Jeder gegen Jeden“ die sechs Teilnehmer für die Zwischenrunde aus. In der Zwischenrunde ermittelten die Staffelsieger der Vorrunde in zwei Staffeln die Finalteilnehmer.

## Vorrunde

### Staffel I
| Pl. | Mannschaft              | Sp. | S | U | N | Tore    | Diff. | Punkte |
| --- | ----------------------- | --- | - | - | - | ------- | ----- | ------ |
| 1.  | F.C. Hansa Rostock      | 4   | 3 | 1 | 0 | 010:100 | +9    | 07:10  |
| 2.  | SG Dynamo Schwerin      | 4   | 2 | 1 | 1 | 011:600 | +5    | 05:30  |
| 3.  | TSG Wismar              | 4   | 2 | 0 | 2 | 009:500 | +4    | 04:40  |
| 4.  | BSG Motor Schwerin      | 4   | 2 | 0 | 2 | 007:600 | +1    | 04:40  |
| 5.  | BSG Lokomotive Pasewalk | 4   | 0 | 0 | 4 | 001:200 | −19   | 0:80   |

| Datum                  |                         | Ergebnis |                         |
| ---------------------- | ----------------------- | -------- | ----------------------- |
| So 05. Mai, 14:30 Uhr  | BSG Lokomotive Pasewalk | 0:4      | F.C. Hansa Rostock      |
| So 05. Mai, 14:30 Uhr  | SG Dynamo Schwerin      | 2:1      | BSG Motor Schwerin      |
| So 12. Mai, 14:30 Uhr  | TSG Wismar              | 4:1      | SG Dynamo Schwerin      |
| So 12. Mai, 14:30 Uhr  | BSG Motor Schwerin      | 4:0      | BSG Lokomotive Pasewalk |
| So 19. Mai, 14:30 Uhr  | F.C. Hansa Rostock      | 4:0      | BSG Motor Schwerin      |
| So 19. Mai, 14:30 Uhr  | BSG Lokomotive Pasewalk | 0:4      | TSG Wismar              |
| So 26. Mai, 14:30 Uhr  | SG Dynamo Schwerin      | 8:1      | BSG Lokomotive Pasewalk |
| So 26. Mai, 14:30 Uhr  | TSG Wismar              | 1:2      | F.C. Hansa Rostock      |
| Mi .29. Mai, 17:00 Uhr | BSG Motor Schwerin      | 2:0      | TSG Wismar              |
| Mi .29. Mai, 17:00 Uhr | F.C. Hansa Rostock      | 0:0      | SG Dynamo Schwerin      |

### Staffel II
| Pl. | Mannschaft                  | Sp. | S | U | N | Tore    | Diff. | Punkte |
| --- | --------------------------- | --- | - | - | - | ------- | ----- | ------ |
| 1.  | BFC Dynamo                  | 4   | 4 | 0 | 0 | 020:400 | +16   | 08:0   |
| 2.  | SG Aufbau/Empor Halberstadt | 4   | 3 | 0 | 1 | 012:900 | +3    | 06:20  |
| 3.  | BSG Motor Süd Brandenburg   | 4   | 2 | 0 | 2 | 011:110 | ±0    | 04:40  |
| 4.  | BSG Aktivist Knappenrode    | 4   | 1 | 0 | 3 | 011:150 | −4    | 02:60  |
| 5.  | BSG Motor Eberswalde        | 4   | 0 | 0 | 4 | 005:200 | −15   | 0:80   |

| Datum                  |                             | Ergebnis |                             |
| ---------------------- | --------------------------- | -------- | --------------------------- |
| So 05. Mai, 14:30 Uhr  | BSG Aktivist Knappenrode    | 8:0      | BSG Motor Eberswalde        |
| So 05. Mai, 14:30 Uhr  | BSG Motor Süd Brandenburg   | 2:4      | BFC Dynamo                  |
| So 12. Mai, 14:30 Uhr  | SG Aufbau/Empor Halberstadt | 4:3      | BSG Motor Süd Brandenburg   |
| So 12. Mai, 14:30 Uhr  | BFC Dynamo                  | 9:1      | BSG Aktivist Knappenrode    |
| So 19. Mai, 14:30 Uhr  | BSG Motor Eberswalde        | 1:4      | BFC Dynamo                  |
| So 19. Mai, 14:30 Uhr  | BSG Aktivist Knappenrode    | 1:3      | SG Aufbau/Empor Halberstadt |
| So 26. Mai, 14:30 Uhr  | BSG Motor Süd Brandenburg   | 3:1      | BSG Aktivist Knappenrode    |
| So 26. Mai, 14:30 Uhr  | SG Aufbau/Empor Halberstadt | 5:2      | BSG Motor Eberswalde        |
| Mi .29. Mai, 17:00 Uhr | BFC Dynamo                  | 3:0      | SG Aufbau/Empor Halberstadt |
| Mi .29. Mai, 17:00 Uhr | BSG Motor Eberswalde        | 2:3      | BSG Motor Süd Brandenburg   |

### Staffel III
| Pl. | Mannschaft                 | Sp. | S | U | N | Tore    | Diff. | Punkte |
| --- | -------------------------- | --- | - | - | - | ------- | ----- | ------ |
| 1.  | 1. FC Magdeburg            | 4   | 4 | 0 | 0 | 013:100 | +12   | 08:0   |
| 2.  | BSG Post Neubrandenburg    | 4   | 2 | 0 | 2 | 007:700 | ±0    | 04:40  |
| 3.  | 1. FC Union Berlin         | 4   | 1 | 2 | 1 | 006:800 | −2    | 04:40  |
| 4.  | BSG Stahl Eisenhüttenstadt | 4   | 1 | 1 | 2 | 004:700 | −3    | 03:50  |
| 5.  | BSG Motor Hennigsdorf      | 4   | 0 | 1 | 3 | 006:130 | −7    | 01:70  |

| Datum                  |                            | Ergebnis |                            |
| ---------------------- | -------------------------- | -------- | -------------------------- |
| So 05. Mai, 14:30 Uhr  | 1. FC Union Berlin         | 2:0      | BSG Post Neubrandenburg    |
| So 05. Mai, 14:30 Uhr  | BSG Stahl Eisenhüttenstadt | 3:1      | BSG Motor Hennigsdorf      |
| So 12. Mai, 14:30 Uhr  | 1. FC Magdeburg            | 3:0      | BSG Stahl Eisenhüttenstadt |
| So 12. Mai, 14:30 Uhr  | BSG Motor Hennigsdorf      | 3:3      | 1. FC Union Berlin         |
| So 19. Mai, 14:30 Uhr  | BSG Post Neubrandenburg    | 5:1      | BSG Motor Hennigsdorf      |
| So 19. Mai, 14:30 Uhr  | 1. FC Union Berlin         | 0:4      | 1. FC Magdeburg            |
| So 26. Mai, 14:30 Uhr  | BSG Stahl Eisenhüttenstadt | 1:1      | 1. FC Union Berlin         |
| So 26. Mai, 14:30 Uhr  | 1. FC Magdeburg            | 4:0      | BSG Post Neubrandenburg    |
| Mi .29. Mai, 17:00 Uhr | BSG Motor Hennigsdorf      | 1:2      | 1. FC Magdeburg            |
| Mi .29. Mai, 17:00 Uhr | BSG Post Neubrandenburg    | 2:0      | BSG Stahl Eisenhüttenstadt |

### Staffel IV
| Pl. | Mannschaft                       | Sp. | S | U | N | Tore    | Diff. | Punkte |
| --- | -------------------------------- | --- | - | - | - | ------- | ----- | ------ |
| 1.  | FSV Lokomotive Dresden           | 4   | 3 | 1 | 0 | 014:600 | +8    | 07:10  |
| 2.  | BSG Chemie Buna Schkopau         | 4   | 3 | 1 | 0 | 011:300 | +8    | 07:10  |
| 3.  | BSG Energie Cottbus              | 4   | 1 | 1 | 2 | 008:600 | +2    | 03:50  |
| 4.  | 1. FC Lokomotive Leipzig         | 4   | 1 | 1 | 2 | 007:800 | −1    | 03:50  |
| 5.  | BSG Aktivist „Karl Marx“ Zwickau | 4   | 0 | 0 | 4 | 001:180 | −17   | 0:80   |

| Datum                  |                                  | Ergebnis |                                  |
| ---------------------- | -------------------------------- | -------- | -------------------------------- |
| So 05. Mai, 14:30 Uhr  | FSV Lokomotive Dresden           | 2:2      | BSG Chemie Buna Schkopau         |
| So 05. Mai, 14:30 Uhr  | 1. FC Lokomotive Leipzig         | 2:2      | BSG Energie Cottbus              |
| So 12. Mai, 14:30 Uhr  | BSG Aktivist „Karl Marx“ Zwickau | 0:3      | 1. FC Lokomotive Leipzig         |
| So 12. Mai, 14:30 Uhr  | BSG Energie Cottbus              | 2:3      | FSV Lokomotive Dresden           |
| So 19. Mai, 14:30 Uhr  | BSG Chemie Buna Schkopau         | 1:0      | BSG Energie Cottbus              |
| So 19. Mai, 14:30 Uhr  | FSV Lokomotive Dresden           | 5:0      | BSG Aktivist „Karl Marx“ Zwickau |
| So 26. Mai, 14:30 Uhr  | 1. FC Lokomotive Leipzig         | 2:4      | FSV Lokomotive Dresden           |
| So 26. Mai, 14:30 Uhr  | BSG Aktivist „Karl Marx“ Zwickau | 1:6      | BSG Chemie Buna Schkopau         |
| Mi .29. Mai, 17:00 Uhr | BSG Energie Cottbus              | 4:0      | BSG Aktivist „Karl Marx“ Zwickau |
| Mi .29. Mai, 17:00 Uhr | BSG Chemie Buna Schkopau         | 2:0      | 1. FC Lokomotive Leipzig         |

### Staffel V
| Pl. | Mannschaft         | Sp. | S | U | N | Tore    | Diff. | Punkte |
| --- | ------------------ | --- | - | - | - | ------- | ----- | ------ |
| 1.  | FC Karl-Marx-Stadt | 4   | 2 | 1 | 1 | 012:600 | +6    | 05:30  |
| 2.  | FC Rot-Weiß Erfurt | 4   | 1 | 3 | 0 | 008:500 | +3    | 05:30  |
| 3.  | FC Carl Zeiss Jena | 4   | 2 | 0 | 2 | 007:800 | −1    | 04:40  |
| 4.  | BSG Chemie Leipzig | 4   | 1 | 1 | 2 | 005:800 | −3    | 03:50  |
| 5.  | SG Dynamo Dresden  | 4   | 1 | 1 | 2 | 006:110 | −5    | 03:50  |

| Datum                  |                    | Ergebnis |                    |
| ---------------------- | ------------------ | -------- | ------------------ |
| So 05. Mai, 14:30 Uhr  | FC Carl Zeiss Jena | 2:0      | FC Karl-Marx-Stadt |
| So 05. Mai, 14:30 Uhr  | FC Rot-Weiß Erfurt | 1:1      | SG Dynamo Dresden  |
| So 12. Mai, 14:30 Uhr  | BSG Chemie Leipzig | 1:1      | FC Rot-Weiß Erfurt |
| So 12. Mai, 14:30 Uhr  | SG Dynamo Dresden  | 1:2      | FC Carl Zeiss Jena |
| So 19. Mai, 14:30 Uhr  | FC Karl-Marx-Stadt | 7:2      | SG Dynamo Dresden  |
| So 19. Mai, 14:30 Uhr  | FC Carl Zeiss Jena | 1:2      | BSG Chemie Leipzig |
| So 26. Mai, 14:30 Uhr  | FC Rot-Weiß Erfurt | 5:2      | FC Carl Zeiss Jena |
| So 26. Mai, 14:30 Uhr  | BSG Chemie Leipzig | 1:4      | FC Karl-Marx-Stadt |
| Mi .29. Mai, 17:00 Uhr | SG Dynamo Dresden  | 2:1      | BSG Chemie Leipzig |
| Mi .29. Mai, 17:00 Uhr | FC Karl-Marx-Stadt | 1:1      | FC Rot-Weiß Erfurt |

### Staffel VI
| Pl. | Mannschaft                | Sp. | S | U | N | Tore    | Diff. | Punkte |
| --- | ------------------------- | --- | - | - | - | ------- | ----- | ------ |
| 1.  | HFC Chemie                | 4   | 3 | 1 | 0 | 011:300 | +8    | 07:10  |
| 2.  | BSG Motor Steinach        | 4   | 2 | 2 | 0 | 015:500 | +10   | 06:20  |
| 3.  | BSG Wismut Gera           | 4   | 2 | 1 | 1 | 009:800 | +1    | 05:30  |
| 4.  | SG Dynamo Ilmenau         | 4   | 1 | 0 | 3 | 005:100 | −5    | 02:60  |
| 5.  | BSG Motor Nordhausen West | 4   | 0 | 0 | 4 | 006:200 | −14   | 0:80   |

| Datum                  |                           | Ergebnis |                           |
| ---------------------- | ------------------------- | -------- | ------------------------- |
| So 05. Mai, 14:30 Uhr  | BSG Motor Nordhausen West | 4:5      | BSG Wismut Gera           |
| So 05. Mai, 14:30 Uhr  | HFC Chemie                | 2:2      | BSG Motor Steinach        |
| So 12. Mai, 14:30 Uhr  | SG Dynamo Ilmenau         | 0:1      | HFC Chemie                |
| So 12. Mai, 14:30 Uhr  | BSG Motor Steinach        | 7:0      | BSG Motor Nordhausen West |
| So 19. Mai, 14:30 Uhr  | BSG Wismut Gera           | 1:1      | BSG Motor Steinach        |
| So 19. Mai, 14:30 Uhr  | BSG Motor Nordhausen West | 2:3      | SG Dynamo Ilmenau         |
| So 26. Mai, 14:30 Uhr  | HFC Chemie                | 5:0      | BSG Motor Nordhausen West |
| So 26. Mai, 14:30 Uhr  | SG Dynamo Ilmenau         | 0:2      | BSG Wismut Gera           |
| Mi .29. Mai, 17:00 Uhr | BSG Motor Steinach        | 5:2      | SG Dynamo Ilmenau         |
| Mi .29. Mai, 17:00 Uhr | BSG Wismut Gera           | 1:3      | HFC Chemie                |

## Zwischenrunde
In der Zwischenrunde ermittelten die sechs Staffelsieger der Vorrunde in zwei Staffeln die Teilnehmer für das Finale.

### Staffel Nord
| Pl. | Mannschaft         | Sp. | S | U | N | Tore    | Diff. | Punkte |
| --- | ------------------ | --- | - | - | - | ------- | ----- | ------ |
| 1.  | F.C. Hansa Rostock | 2   | 2 | 0 | 0 | 003:000 | +3    | 04:0   |
| 2.  | 1. FC Magdeburg    | 2   | 1 | 0 | 1 | 001:200 | −1    | 02:20  |
| 3.  | BFC Dynamo         | 2   | 0 | 0 | 2 | 000:200 | −2    | 0:40   |

| Datum                  |                    | Ergebnis |                    |
| ---------------------- | ------------------ | -------- | ------------------ |
| So 09. Juni, 14:30 Uhr | F.C. Hansa Rostock | 1:0      | BFC Dynamo         |
| So 16. Juni, 14:30 Uhr | BFC Dynamo         | 0:1      | 1. FC Magdeburg    |
| So 23. Juni, 14:30 Uhr | 1. FC Magdeburg    | 0:2      | F.C. Hansa Rostock |

### Staffel Süd
| Pl. | Mannschaft             | Sp. | S | U | N | Tore    | Diff. | Punkte |
| --- | ---------------------- | --- | - | - | - | ------- | ----- | ------ |
| 1.  | FSV Lokomotive Dresden | 2   | 1 | 0 | 1 | 006:400 | +2    | 02:20  |
| 2.  | HFC Chemie             | 2   | 1 | 0 | 1 | 003:300 | ±0    | 02:20  |
| 3.  | FC Karl-Marx-Stadt     | 2   | 1 | 0 | 1 | 003:500 | −2    | 02:20  |

| Datum                  |                        | Ergebnis |                        |
| ---------------------- | ---------------------- | -------- | ---------------------- |
| So 09. Juni, 14:30 Uhr | FSV Lokomotive Dresden | 5:1      | FC Karl-Marx-Stadt     |
| So 16. Juni, 14:30 Uhr | FC Karl-Marx-Stadt     | 2:0      | HFC Chemie             |
| So 23. Juni, 14:30 Uhr | HFC Chemie             | 3:1      | FSV Lokomotive Dresden |

## Spiel um Platz 3
Das Spiel um Platz 3 wurde auf dem Turbine Sportplatz von Halle (Saale) ausgetragen.
| Datum                                                 |                 | Ergebnis |            |
| ----------------------------------------------------- | --------------- | -------- | ---------- |
| Sa 06. Juli, 11:00 Uhr                                | 1. FC Magdeburg | 2:1      | HFC Chemie |
| 1:0 Eilers (22.), 2:0 Eilers (32.), 2:1 Schmidt (44.) |                 |          |            |

## Finale
Das Finale fand als Vorspiel des internationalen Freundschaftsspiels HFC Chemie – Associação Portuguesa de Desportos im Kurt-Wabbel-Stadion von Halle (Saale) statt.
| Paarung                | F.C. Hansa Rostock – FSV Lokomotive Dresden |
| Ergebnis               | 3:1 (1:0) |
| Datum                  | Samstag, 6. Juli 1968 um 16:00 Uhr |
| Stadion                | Kurt-Wabbel-Stadion, Halle (Saale) |
| Zuschauer              | 7.000 |
| Schiedsrichter         | Manfred Heinemann (Erfurt) |
| Tore                   | 1:0 Manschus (26.) 2:0 Kowski (51.) 2:1 Sachse (52., Foulstrafstoß) 3:1 Kowski (78.)                                                                                                |
| F.C. Hansa Rostock     | Dieter Schneider – Heinz Haase , Clasen, Günter Seidler, Arno Bernitt – Wolfgang Rahn, Udo Haß – Heinz-Gerold Manschus, Weiß, Joachim Streich, Kowski Cheftrainer: Rudolf Schneider |
| FSV Lokomotive Dresden | Neumann – Hauswald, Rachelski, Ullrich Noack, Franke – Möbius, Kohle – Claus Lichtenberger, Rainer Sachse, Große (60. Kühn), Wloch Cheftrainer: Günter Göbel / Schnelle             |
| Besonderheiten         | Haß vergab beim Stand von 1:0 einen Foulstrafstoß (neben das Tor) und Sachse scheiterte beim Stand von 2:1 mit einem Foulstrafstoß an Schneider.                                    |